# 11×36 R Werndl
11×36 R Werndl je karabinski naboj, ki se je uporabljal v karabinkah Werndl. Prva različica je bila razvita leta 1867, prva izboljšava je sledila leta 1877, zadnja pa leta 1882.
Naboj za karabinko Werndl je na zunaj zelo podoben revolverskemu naboju 11x36 R Gasser, a ima veliko močnejšo smodniško polnitev. Zamenjava šibkejšega naboja z močnejšim je imela katastrofalne posledice, zato je bil leta 1882 za revolverje razvit nov naboj 11x30 R Gasser, ki se je od prejšnjega razlikoval po 6 mm krajšem tulcu.